# 玛利亚·沙利文
若瑟会修女玛利亚·沙利文（英語：Maria Sullivan），澳大利亚天主教传教士，曾在南蘇丹马普奥尔迪特（Mapuordit）的玛利亚孔博尼传教区开展传教工作，并于1986年创立了若瑟会社区援助组织。 